# Pentti Melanen
Pentti Sakari Melanen, född 6 september 1917 i Lahtis, död 16 februari 2003 i Helsingfors, var en finländsk målare.
Melanen inledde 1937 sina studier vid filosofiska fakultetens matematisk-naturvetenskapliga sektion vid Helsingfors universitet och besökte samtidigt universitetets ritsal. Han övergick därefter helt till konststudier vid Centralskolan för konstflit, grafiska linjen 1939–1946. Han återvände 1946 till Lahtis där han länge kom att vara en centralgestalt inom konstlivet och ställde ut första gången detta år.
Melanens tidigaste målningar är akvareller, men efter en resa till Norge började han måla med oljefärger i expressionistisk stil. I mitten av 1950-talet övergick han till ett figurmåleri i en stiliserad, geometriserande anda. 
Efter att ha fördjupat sig i den religiösa konsten förändrades Melanens stil radikalt. Samtidigt studerade han lasurtekniken med ovanför varandra liggande färgskikt som lyser igenom. Med sina abstrakta, informalistiska målningar i denna teknik blev han känd och uppskattad på 1960-talet.
Till Melanens senare produktion hörde figurativa arbeten med surrealistisk anstrykning samt från slutet av 1970- och början av 80-talet åker- och väglandskap från Sysmä. Bland hans offentliga uppdrag kan nämnas en väggmålning i stadshuset i Lahtis (1958) samt åren 1959–1961 ikongrupper i en rad ortodoxa kyrkor och bönehus. Melanen framträdde också som porträttmålare, bland annat med ett porträtt av president Urho Kekkonen 1978. Han vann pris i många tävlingar om väggmålningar och verkade 1947–1955 som konstkritiker i Etelä-Suomen Sanomat. Han tillhörde Purnugruppen från 1967.
Lahtis konstmuseum arrangerade 1997 en retrospektiv utställning över Melanen och mottog samtidigt ett hundratal verk som gåva av konstnären.